# Kergebirkák
A Kergebirkák (eredeti cím: Wooly Boys) 2001-ben bemutatott amerikai kaland-filmvígjáték, amelyet Leszek Burzynski rendezett Peter Fonda, Kris Kristofferson és Joseph Mazzello főszereplésével. A forgatókönyv az észak-dakotai Badlandsben élő juhtenyésztőkről szól.
Egy birkatenyésztő kényszerű látogatása a nagyvárosban szeszélyes kalandot indít el tizenéves, számítógép-zseni unokája számára.

## Cselekmény
Egy szénfekete ló (később kiderül, hogy a ló neve Dakota) birkákat terelget a mezőn. Majd jelzi az egyik gazdájának (Shuck-nak - Kris Kristofferson), hogy a terelés megtörtént. Egy platós kisteherautóval száguldozva két fiatal férfi ijeszti meg Shuck-ot, amikor a közelében elhajtanak. 
A Spratt fiúk éjszaka, a kocsiban ülve arról ábrándoznak, hogy megszerzik Stoneman (Peter Fonda) birtokát, ahol szerintük egy hőforrás található, és annak felhasználásával gyógyfürdőt csinálnak, majd abból meggazdagodnak. A fiatalabb férfi, Owen megjegyzi (bár a bátyja szerint sem egy észkombájn), hogy Stoneman az apjuknak sem akarta eladni a birtokát. A bátyja, Billy szerint a két vénemberre csak rá kell ijeszteni, attól könnyen meghalhatnak és akkor az övéké lesz a birtok. A kocsi előtt váratlanul Stoneman bukkan fel, egy rájuk szegezett puskával, és elzavarja őket.
Másnap Stoneman bekocsikázik a közeli kisvárosba, Golden Valley-be (Észak-Dakota), hogy átvegye a minden évben szokásos születésnapi üdvözlőlapját, amit a lánya szokott neki küldeni, és hogy elfogyasszon egy ünnepi menüt. Hank Dawson seriff (Keith Carradine) az asztalához telepedik, és elkíséri a postára.
A postán kiderül, hogy az idén nem érkezett üdvözlőlap. „Stoney” tanácstalan. A seriff azt javasolja, hívja fel a lányát telefonon, hogy nincs-e valami baj. Stoney-nak azonban nincsen telefonja és telefonálni sem szeret, továbbá a lánya, Kate Harper nem szokta felvenni a telefont, és Stoney az üzenetrögzítőt pláne nem szereti, ezért inkább vesz egy buszjegyet a minnesotai Minneapolisba, hogy személyesen keresse fel a lányát és 16 éves unokáját, akit kilenc éve nem látott.
Orwill, a seriffhelyettes telefonon értesíti a fivéreket (akiknek ő a nagybátyjuk), hogy Stoney elutazott. 
Minneapolisban Stoney a lakcím alapján, gyalog keresi meg a lánya lakhelyét, ami egy nagy, elegáns, modern ház.
Charles (Joseph Mazzello), Stoney unokája van csak otthon, éppen számítógépes hekkelés közben, és nem ismeri meg a nagyapját. 
Charles azt mondja Stoney-nak, hogy az édesanyja kórházban van, ezért elindulnak, hogy meglátogassák (Stoney gyalog indul el, mivel a kórház a lakástól csak 3 km-re van). A kórházba érve Stoney rájön, hogy Kate csak azért van ott, hogy rávegye az apját egy kivizsgálásra, amire az nem hajlandó, és el akar menni, de a folyosón összeesik, emiatt kórházi ágyba kerül. Kiderül, hogy aneurizmája van (kóros agyi értágulat).
A farmhoz megérkezik egy Martinez nevű nő, aki rendszeresen segít a két öregúrnak, ezúttal birkákat nyírni jött.
Kate-nek üzleti ügyben sürgősen New York-ba kell utaznia, ezért megkéri a fiát, menjen be a kórházba a nagyapjához. 
Shuck megkeresi a seriffet, mert sejtelme sincs, hogy lehet a barátja, Stoney. A seriff elmondja neki, hogy Stoney kórházban van Minneapolisban.
Shuck bemegy a kórházba, ahol Stoney éppen a nővérrel harcol a nadrágjáért, de az nem akarja odaadni neki.
Shuck a nővért egy hatalmas Colt fegyverrel bekényszeríti a mosdóba, ahova bezárja, majd fehér köpenyt vesz fel és Stoney-t kerekesszékben kitolja az épületből.  Ott csak egy halottaskocsit találnak, sofőrrel együtt, akit arra kényszerítenek, hogy fuvarozza el őket. A nővér és két férfi utánuk akar eredni, de Shuck figyelmeztető lövést ad le, erre visszafutnak az épületbe. Mivel Charles laptopja Stoney-nál van, ezért kénytelen velük menni. A sofőr rövid idő után idegileg kiborul. Ekkor mindhárman mellé ülnek, és iszogatni kezdenek egy üvegből. 
Megállnak benzint tankolni. Charles megpróbálja használni a mobilját, de Shuck elveszi tőle és összetöri. 
A két fivér felkeresi Stoney-ék farmját. Kiengedik a birkákat a mezőre, majd meglátják a fekete lovat, és alkalmasnak ítélik rodeóra. Kis küzdelem után lekötözik és magukkal viszik egy lószállító utánfutóban. 
A halottaskocsihoz visszatérve Shuck szerint a sofőr „felajánlotta” a ruháját Stoney részére. Kárpótlásul otthagyják neki az italos üveget (a koporsóval együtt).
Kate mindenfelé telefonál, de csak annyit tud meg, hogy az apja elhagyta a kórházat, Charles pedig nem veszi fel a telefonját.
Stoney vezetés közben rosszul lesz, ezért Charles-nak kell átvennie a kormányt, bár korábban említette, hogy nincs jogsija és nem tud vezetni.
A részeg sofőrt megtalálják az erdészek az út mellett. A rendőrség körözést ad ki. Az FBI is bekapcsolódik, de eléggé viccesnek találják az esetet. Egyikük azonban úgy gondolja, hogy ez lehet az első „nagy ügy”, aminek a nyomozásában részt vehet.
Stoney, Shuck és Charles hazaérkeznek a farmra, ahol észreveszik, hogy Dakota eltűnt. Martinez terelte vissza a juhokat, mert a karám nyitva volt. Stoney elhatározza, hogy megkeresi, és magával viszi Charlest, hogy közben megtanuljon lovagolni. A lovat azonban nem találják. A farmon egy birkának Stoney és Charles segítenek az ellésben.
Stoney talál egy ostort, ami a Spratt fivéreké. Odamennek a farmjukhoz, Stoney belopózik és kiszabadítja a lovat, majd bevezeti az utánfutóba és menekülni kezdenek. Azonban a fivérek kirohannak a házból, és lövöldözni kezdenek rájuk, de nem találják el őket. Amikor azonban visszaérnek a saját farmjukra, rájönnek, hogy Dakota súlyos találatot kapott, és a ló hamarosan kimúlik. 
Az FBI-ügynök már emberrablásról magyaráz a helyi seriffnek, és kutatást rendel el.
Charles haza akar menni, de előtte Shuck még megmutatja neki, hogy Stoney összegyűjtötte a lányától kapott képeslapokat és fényképeket az unokájáról. 
Az FBI-ügynök és a seriff az embereivel megérkezik a farmra, de csak Martinezt találják ott. Megérkezik Stoney lánya, Kate is.
Közben Stoney, Shuck és Charles lovon ülve a rejtett forrást keresik, amiről még Stoney sem tudja, hogy pontosan hol van. Stoney megint rosszul lesz. Charles elindul egy kiemelkedésre, meghekkeli az ügynök telefonját és félrevezető SMS-t küld neki. Közben az anyja is odaér a seriff kíséretében. Hármasban visszamennek a földön fekvő Stoney-hoz, aki nem sokkal később meghal. Kate a közelben megtalálja a rejtett forrást, ami teljesen ki van száradva és limlommal letakarva.

## Szereplők
| Szerep                      | Színész            | Magyar hang     |
| --------------------------- | ------------------ | --------------- |
| A.J. „Stoney” Stoneman      | Peter Fonda        | Szakácsi Sándor |
| Shuck, „Stoney” társa       | Kris Kristofferson | Rajhona Ádám    |
| Charles, „Stoney” unokája   | Joseph Mazzello    | Tóth Barna      |
| Hank Dawson seriff          | Keith Carradine    | Sörös Sándor    |
| Kate Harper, „Stoney” lánya | Robin Dearden      | Nyakó Júlia     |

## Filmkészítés
A forgatásokat az észak-dakotai Medora, Belfield, Fryburg és Beach városokban, valamint a minnesotai Minneapolisban és Woodburyben készítették.

## Fordítás
- Ez a szócikk részben vagy egészben  a   Wooly Boys című angol Wikipédia-szócikk fordításán alapul.  Az eredeti cikk szerkesztőit annak laptörténete sorolja fel. Ez a jelzés csupán a megfogalmazás eredetét és a szerzői jogokat jelzi, nem szolgál a cikkben szereplő információk forrásmegjelöléseként.